# STOVL
STOVL (ang. short take-off and vertical landing) je način vzleta in pristanka letal (po navadi vojaških) ali drugih zrakoplovov s fiksnimi krili. Letalo vzleti na kratki stezi in pristane vertikalno. Če je na voljo dovolj dolga steza se po navadi izvede konvencionalni pristanek, ker je lažji.
Po NATO definiciji mora STOVL zrakoplov s fiksnimi krili preleteti 15 metrov visoko oviro v 450 metrih od začetka vzleta.
STOVL letala se po navadi uporabljajo na manjših letalonosilkah. Pri vzletu si letala pomagajo s vektoriranjem potiska in "smučarsko" skakalnico. Verjetno najbolj znano STOVL letalo je britanski Hawker Siddeley Harrier - slednji je sicer tehnično VTOL letalo. Lockheed F-35B Lightning II je operativno STOVL vendar ima tudi možnost VTOL, če je lahko naložen. 
SSTOVL (Supersonic STOVL) - je STOVL letalo, ki lahko leti hitreje od zvoka.
Leta 1951 so zgradili dva tailsitterja Lockheed XFV-1 in Convair XFY. Oba sta uporabljala turboprop Allison YT40, ki je poganjal dva kontrarotirajoča propelerja. Britanski Hawker P.1127 je leta 1960 izvedel vertikalni vzlet. Kasneje so na njegovi osnovi zgradili harrierja, ki je poletel leta 1967. Sovjetska zveza je razvila podobnega Jakovljev Jak-38, zgradili so tudi prototip Jakovljev Jak-141, ki je imel SSTOVL sposobnosti. Izkušnje iz Jak-141 so vplivale na razvoj F-35. F-35 naj bi vstopil v uporabo leta 2016.